# Bezirk Hersfeld
Der Bezirk Hersfeld war von 1848 bis 1851 ein Bezirk, also Teil der mittleren Verwaltungsebene im Kurfürstentum Hessen, mit Sitz in Hersfeld.

## Geschichte
Mit dem „Gesetz, die Bildung neuer Verwaltungsbezirke und die Einführung von Bezirksräten betreffend“ vom 31. Oktober 1848 und der entsprechende Verordnung vom 22. Dezember 1848, die zum 1. Februar 1849 wirksam wurden, wurden die bisherigen vier Provinzen aufgelöst und neun Bezirke eingerichtet. Aus Teilen der bisherigen Provinz Fulda und Provinz Niederhessen wurde der Bezirk Hersfeld gebildet. Diese Änderung war eine Folge der Märzrevolution.
Die neue Verwaltungsstruktur wurde bereits nach kurzer Zeit aufgelöst, nachdem sich die Reaktion durchgesetzt hatte. Mit der Verordnung und dem „provisorischen“ „Gesetz, die Umbildung der inneren Landesverwaltung und die Vollziehungsgewalt der Verwaltungsbehörden sowie der Bezirksräte betreffend“,  vom 7. Juli 1851  wurde die alte Ordnung wieder hergestellt.

## Gebiet und Verwaltung
Der Bezirk Hersfeld setzte sich aus den Verwaltungsämtern Hersfeld (vorher: Provinz Fulda), Melsungen (vorher: Provinz Niederhessen) und Rotenburg (vorher: Provinz Niederhessen) zusammen. Diese Verwaltungsämter entsprachen den bisherigen Kreisen gleichen Namens. Damit umfasste der Bezirk Hersfeld die Gerichtsbezirke folgender Gerichte:
- Justizamt Hersfeld
- Justizamt Friedewald
- Justizamt Niederaula
- Justizamt Schenklengsfeld
- Justizamt Oberaula
- Justizamt Raboldshausen
- Justizamt Rotenburg I
- Justizamt Rotenburg II
- Justizamt Nentershausen
- Justizamt Sontra
- Justizamt Melsungen
- Justizamt Spangenberg

An der Spitze der Bezirksverwaltung stand ein Bezirksdirektor:
- 1848–1850: Karl von Benning
- 1850–1851: Adam Heinrich Wilhelm Uloth